# Basketball-Weltmeisterschaft der Damen 1998
Die Basketball-Weltmeisterschaft der Damen 1998 (offiziell: World Championship for Women 1998) fand vom 26. Mai bis zum 7. Juni 1998 in Deutschland statt und war die dreizehnte Basketball-Weltmeisterschaft der Frauen unter der Schirmherrschaft des Weltbasketballverbandes FIBA. Ausgetragen wurden die Spiele in den sieben Städten Münster, Wuppertal, Rotenburg an der Fulda, Karlsruhe, Dessau-Roßlau, Bremen und Berlin.
Das Weltmeisterschaftsturnier bestritten 16 Nationen. Weltmeister wurden die Vereinigten Staaten, Silber gewann Russland und Bronze ging an Australien.

## Teilnehmende Nationen
Außer Deutschland, das sich als Austragungsland automatisch qualifiziert hatte, und den Vereinigten Staaten, die als amtierender olympischer Champion qualifiziert waren, wurden die verbleibenden 14 Teilnehmer durch kontinentale Qualifikationsturniere bestimmt:
| FIBA Europa (6 Teilnehmer): - Deutschland (Gastgeber) - Litauen - Russland - Slowakei - Spanien - Ungarn FIBA Asien (3 Teilnehmer): - China - Japan - Südkorea | FIBA Afrika (2 Teilnehmer): - DR Kongo - Senegal FIBA Amerika (4 Teilnehmer): - Argentinien - Brasilien (Titelverteidiger) - Kuba - Vereinigte Staaten (Olympiasieger) FIBA Ozeanien (1 Teilnehmer): - Australien |

## Die deutsche Nationalmannschaft
| Nr. | Name               | Größe  | Alter | Geburtsort          |
| --- | ------------------ | ------ | ----- | ------------------- |
| 4   | Stefanie Wegeler   | 1,76 m | 24    | Frankfurt           |
| 5   | Andrea Hohl        | 1,70 m | 23    | Satu Mare, Rumänien |
| 6   | Ute Krätschmann    | 1,73 m | 26    | Essen               |
| 7   | Birgit Eggert      | 1,84 m | 31    | Berlin              |
| 8   | Andrea Harder      | 1,78 m | 21    | Kassel              |
| 9   | Olga Pfeifer       | 1,89 m | 25    | Ajdarly, Kasachstan |
| 10  | Sophie von Saldern | 1,85 m | 25    | Göttingen           |
| 11  | Petra Kremer       | 1,90 m | 32    | Wuppertal           |
| 12  | Stefanie Göttsche  | 1,88 m | 26    | Buchholz            |
| 13  | Martina Kehrenberg | 1,88 m | 32    | Wuppertal           |
| 14  | Marlies Askamp     | 1,96 m | 28    | Dorsten             |
| 15  | Heike Roth         | 1,93 m | 30    | Trier               |

## Austragungsorte
Die Partien der Basketball-Weltmeisterschaft der Damen 1998 wurden in den folgenden sieben über Deutschland verteilten Spielstätten ausgetragen:
| Berlin |

| Bremen |

| Dessau-Roßlau |

| Karlsruhe |

| Münster |

| Wuppertal |

| Rotenburg |

| Berlin |

| Bremen |

| Dessau-Roßlau |

| Karlsruhe |

| Münster |

| Wuppertal |

| Rotenburg |

## Vorrunde
In der Vorrunde wurden die Mannschaften in vier Gruppen zu je vier Mannschaften aufgeteilt. Die ersten drei Mannschaften jeder Gruppe qualifizierten sich für die Zwischenrunde. Die vier übrigen Mannschaften spielten in der Zwischenrunde die Platzierungsrunde um die Plätze 13 bis 16.

### Gruppe A
| Datum      | Team 1              | Team 2              | Ergebnis | 1. HZ | 2. HZ | Verl. |
| ---------- | ------------------- | ------------------- | -------- | ----- | ----- | ----- |
| 26.05.1998 | Spanien             | Argentinien         | 64:45    | 37:18 | 27:27 | –     |
| 26.05.1998 | Russland            | Volksrepublik China | 70:52    | 36:24 | 34:28 | –     |
| 27.05.1998 | Russland            | Argentinien         | 107:32   | 42:20 | 65:12 | –     |
| 27.05.1998 | Spanien             | Volksrepublik China | 72:55    | 41:31 | 31:24 | –     |
| 28.05.1998 | Volksrepublik China | Argentinien         | 96:59    | 42:30 | 54:29 | –     |
| 28.05.1998 | Russland            | Spanien             | 72:70    | 47:33 | 25:37 | –     |

| Platz | Team                | Spiele | Siege | Niederl. | Körbe   | Punkte |
| ----- | ------------------- | ------ | ----- | -------- | ------- | ------ |
| 1     | Russland            | 3      | 3     | 0        | 249:154 | 6      |
| 2     | Spanien             | 3      | 2     | 1        | 206:172 | 5      |
| 3     | Volksrepublik China | 3      | 1     | 2        | 203:201 | 4      |
| 4     | Argentinien         | 3      | 0     | 3        | 136:267 | 3      |

### Gruppe B
| Datum      | Team 1             | Team 2  | Ergebnis | 1. HZ | 2. HZ | Verl. |
| ---------- | ------------------ | ------- | -------- | ----- | ----- | ----- |
| 26.05.1998 | Litauen            | Senegal | 82:53    | 46:34 | 36:19 | –     |
| 26.05.1998 | Vereinigte Staaten | Japan   | 95:89    | 44:43 | 51:46 | –     |
| 27.05.1998 | Japan              | Senegal | 73:66    | 39:36 | 34:30 | –     |
| 27.05.1998 | Vereinigte Staaten | Litauen | 87:61    | 51:33 | 36:28 | –     |
| 28.05.1998 | Japan              | Litauen | 103:94   | 59:51 | 44:43 | –     |
| 28.05.1998 | Vereinigte Staaten | Senegal | 77:48    | 47:24 | 30:24 | –     |

| Platz | Team               | Spiele | Siege | Niederl. | Körbe   | Punkte |
| ----- | ------------------ | ------ | ----- | -------- | ------- | ------ |
| 1     | Vereinigte Staaten | 3      | 3     | 0        | 259:198 | 6      |
| 2     | Japan              | 3      | 2     | 1        | 265:255 | 5      |
| 3     | Litauen            | 3      | 1     | 2        | 237:243 | 4      |
| 4     | Senegal            | 3      | 0     | 3        | 167:232 | 3      |

### Gruppe C
| Datum      | Team 1      | Team 2                       | Ergebnis | 1. HZ | 2. HZ | Verl. |
| ---------- | ----------- | ---------------------------- | -------- | ----- | ----- | ----- |
| 26.05.1998 | Deutschland | Demokratische Republik Kongo | 89:37    | 44:14 | 45:23 | –     |
| 26.05.1998 | Australien  | Kuba                         | 92:86    | 51:44 | 41:42 | –     |
| 27.05.1998 | Kuba        | Demokratische Republik Kongo | 96:62    | 52:38 | 44:24 | –     |
| 27.05.1998 | Australien  | Deutschland                  | 88:69    | 43:35 | 45:34 | –     |
| 28.05.1998 | Australien  | Demokratische Republik Kongo | 99:43    | 47:24 | 52:19 | –     |
| 28.05.1998 | Kuba        | Deutschland                  | 94:83    | 52:49 | 42:34 | –     |

| Platz | Team                         | Spiele | Siege | Niederl. | Körbe   | Punkte |
| ----- | ---------------------------- | ------ | ----- | -------- | ------- | ------ |
| 1     | Australien                   | 3      | 3     | 0        | 279:198 | 6      |
| 2     | Kuba                         | 3      | 2     | 1        | 276:237 | 5      |
| 3     | Deutschland                  | 3      | 1     | 2        | 241:219 | 4      |
| 4     | Demokratische Republik Kongo | 3      | 0     | 3        | 142:284 | 3      |

### Gruppe D
| Datum      | Team 1    | Team 2   | Ergebnis | 1. HZ | 2. HZ | Verl. |
| ---------- | --------- | -------- | -------- | ----- | ----- | ----- |
| 26.05.1998 | Slowakei  | Ungarn   | 50:44    | 29:28 | 21:16 | –     |
| 26.05.1998 | Brasilien | Südkorea | 75:65    | 39:38 | 36:27 | –     |
| 27.05.1998 | Ungarn    | Südkorea | 71:65    | 33:38 | 38:27 | –     |
| 27.05.1998 | Brasilien | Slowakei | 66:60    | 36:38 | 30:22 | –     |
| 28.05.1998 | Brasilien | Ungarn   | 83:78    | 43:36 | 40:42 | –     |
| 28.05.1998 | Slowakei  | Südkorea | 69:56    | 36:27 | 33:29 | –     |

| Platz | Team      | Spiele | Siege | Niederl. | Körbe   | Punkte |
| ----- | --------- | ------ | ----- | -------- | ------- | ------ |
| 1     | Brasilien | 3      | 3     | 0        | 224:203 | 6      |
| 2     | Slowakei  | 3      | 2     | 1        | 179:166 | 5      |
| 3     | Ungarn    | 3      | 1     | 2        | 193:198 | 4      |
| 4     | Südkorea  | 3      | 0     | 3        | 186:215 | 3      |

## Zwischenrunde
Ergebnisse aus der ersten Gruppenphase wurden übernommen. Die jeweils ersten vier Mannschaften der zwei Zwischenrundengruppen E und F qualifizierten sich für das Viertelfinale. Die vier übrigen Mannschaften spielten die Platzierungsrunde um die Plätze 9 bis 12.

### Gruppe E
| Datum      | Team 1              | Team 2              | Ergebnis | 1. HZ | 2. HZ | Verl. |
| ---------- | ------------------- | ------------------- | -------- | ----- | ----- | ----- |
| 30.05.1998 | Vereinigte Staaten  | Volksrepublik China | 70:54    | 42:28 | 28:26 | –     |
| 30.05.1998 | Russland            | Litauen             | 61:52    | 29:32 | 32:20 | –     |
| 30.05.1998 | Spanien             | Japan               | 97:58    | 50:35 | 47:23 | –     |
| 31.05.1998 | Litauen             | Volksrepublik China | 72:70    | 38:32 | 34:38 | –     |
| 31.05.1998 | Russland            | Japan               | 103:76   | 50:36 | 53:40 | –     |
| 31.05.1998 | Vereinigte Staaten  | Spanien             | 79:68    | 37:33 | 42:35 | –     |
| 01.06.1998 | Volksrepublik China | Japan               | 94:93    | 49:37 | 45:56 | –     |
| 01.06.1998 | Litauen             | Spanien             | 66:63    | 30:35 | 36:28 | –     |
| 01.06.1998 | Vereinigte Staaten  | Russland            | 96:60    | 52:30 | 44:30 | –     |

| Platz | Team                | Spiele | Siege | Niederl. | Körbe   | Punkte |
| ----- | ------------------- | ------ | ----- | -------- | ------- | ------ |
| 1     | Vereinigte Staaten  | 5      | 5     | 0        | 427:332 | 10     |
| 2     | Russland            | 5      | 4     | 1        | 366:346 | 9      |
| 3     | Litauen             | 5      | 2     | 3        | 345:384 | 7      |
| 4     | Spanien             | 5      | 2     | 3        | 302:251 | 7      |
| 5     | Volksrepublik China | 5      | 1     | 4        | 325:377 | 6      |
| 6     | Japan               | 5      | 1     | 4        | 419:483 | 6      |

### Gruppe F
| Datum      | Team 1      | Team 2      | Ergebnis | 1. HZ | 2. HZ | Verl. |
| ---------- | ----------- | ----------- | -------- | ----- | ----- | ----- |
| 30.05.1998 | Brasilien   | Deutschland | 77:73    | 43:36 | 34:37 | –     |
| 30.05.1998 | Australien  | Ungarn      | 92:66    | 48:27 | 44:39 | –     |
| 30.05.1998 | Kuba        | Slowakei    | 91:81    | 42:45 | 49:36 | –     |
| 31.05.1998 | Deutschland | Ungarn      | 79:69    | 42:31 | 37:38 | –     |
| 31.05.1998 | Australien  | Slowakei    | 82:57    | 43:28 | 39:29 | –     |
| 31.05.1998 | Brasilien   | Kuba        | 88:79    | 46:37 | 42:42 | –     |
| 01.06.1998 | Slowakei    | Deutschland | 60:54    | 32:30 | 28:24 | –     |
| 01.06.1998 | Kuba        | Ungarn      | 96:89    | 44:52 | 52:37 | –     |
| 01.06.1998 | Australien  | Brasilien   | 76:75    | 41:42 | 35:33 | –     |

| Platz | Team        | Spiele | Siege | Niederl. | Körbe   | Punkte |
| ----- | ----------- | ------ | ----- | -------- | ------- | ------ |
| 1     | Australien  | 5      | 5     | 0        | 250:198 | 10     |
| 2     | Brasilien   | 5      | 4     | 1        | 240:228 | 9      |
| 3     | Kuba        | 5      | 3     | 2        | 266:258 | 8      |
| 4     | Slowakei    | 5      | 2     | 3        | 198:227 | 7      |
| 5     | Deutschland | 5      | 1     | 4        | 206:206 | 6      |
| 6     | Ungarn      | 5      | 0     | 5        | 224:267 | 5      |

### Platzierungsspiele (Platz 13 bis 16)
| Datum      | Team 1   | Team 2                       | Ergebnis | 1. HZ | 2. HZ | Verl. |
| ---------- | -------- | ---------------------------- | -------- | ----- | ----- | ----- |
| 30.05.1998 | Senegal  | Argentinien                  | 67:59    | 33:40 | 34:19 | –     |
| 30.05.1998 | Südkorea | Demokratische Republik Kongo | 97:60    | 48:28 | 49:32 | –     |

#### Spiel um Platz 15
| Datum      | Team 1      | Team 2                       | Ergebnis | 1. HZ | 2. HZ | Verl. |
| ---------- | ----------- | ---------------------------- | -------- | ----- | ----- | ----- |
| 31.05.1998 | Argentinien | Demokratische Republik Kongo | 73:52    | 38:27 | 35:25 | –     |

#### Spiel um Platz 13
| Datum       | Team 1   | Team 2  | Ergebnis | 1. HZ | 2. HZ | Verl. |
| ----------- | -------- | ------- | -------- | ----- | ----- | ----- |
| 31.05..1998 | Südkorea | Senegal | 74:70    | 38:37 | 36:33 | –     |

## Finalrunde

### Platzierungsspiele (Platz 9 bis 12)
| Datum      | Team 1 | Team 2              | Ergebnis | 1. HZ | 2. HZ | Verl. |
| ---------- | ------ | ------------------- | -------- | ----- | ----- | ----- |
| 04.06.1998 | Ungarn | Volksrepublik China | 95:93    | 45:40 | 38:43 | 12:10 |
| 04.06.1998 | Japan  | Deutschland         | 88:71    | 48:43 | 40:28 | –     |

#### Spiel um Platz 11
| Datum      | Team 1      | Team 2              | Ergebnis | 1. HZ | 2. HZ | Verl. |
| ---------- | ----------- | ------------------- | -------- | ----- | ----- | ----- |
| 05.06.1998 | Deutschland | Volksrepublik China | 90:60    | 42:33 | 48:27 | –     |

#### Spiel um Platz 9
| Datum      | Team 1 | Team 2 | Ergebnis | 1. HZ | 2. HZ | Verl. |
| ---------- | ------ | ------ | -------- | ----- | ----- | ----- |
| 05.06.1998 | Japan  | Ungarn | 108:82   | 60:43 | 48:39 | –     |

### Viertelfinale
| Datum      | Team 1             | Team 2   | Ergebnis | 1. HZ | 2. HZ | Verl. |
| ---------- | ------------------ | -------- | -------- | ----- | ----- | ----- |
| 04.06.1998 | Brasilien          | Litauen  | 72:70    | 39:33 | 33:37 | –     |
| 04.06.1998 | Vereinigte Staaten | Slowakei | 89:62    | 41:35 | 48:27 | –     |
| 04.06.1998 | Russland           | Kuba     | 85:78    | 47:33 | 38:45 | –     |
| 04.06.1998 | Australien         | Spanien  | 87:54    | 48:25 | 39:29 | –     |

### Platzierungsspiele (Platz 5 bis 8)
| Datum      | Team 1  | Team 2   | Ergebnis | 1. HZ | 2. HZ | Verl. |
| ---------- | ------- | -------- | -------- | ----- | ----- | ----- |
| 05.06.1998 | Litauen | Slowakei | 66:58    | 38:31 | 28:27 | –     |
| 05.06.1998 | Spanien | Kuba     | 80:63    | 45:38 | 35:25 | –     |

#### Spiel um Platz 7
| Datum      | Team 1 | Team 2   | Ergebnis | 1. HZ | 2. HZ | Verl. |
| ---------- | ------ | -------- | -------- | ----- | ----- | ----- |
| 07.06.1998 | Kuba   | Slowakei | 83:81    | 45:42 | 30:33 | 8:6   |

#### Spiel um Platz 5
| Datum      | Team 1  | Team 2  | Ergebnis | 1. HZ | 2. HZ | Verl. |
| ---------- | ------- | ------- | -------- | ----- | ----- | ----- |
| 07.06.1998 | Spanien | Litauen | 70:59    | 35:36 | 35:23 | –     |

### Halbfinale
| Datum      | Team 1             | Team 2     | Ergebnis | 1. HZ | 2. HZ | Verl. |
| ---------- | ------------------ | ---------- | -------- | ----- | ----- | ----- |
| 06.06.1998 | Russland           | Australien | 82:76    | 36:36 | 46:40 | –     |
| 06.06.1998 | Vereinigte Staaten | Brasilien  | 93:79    | 45:44 | 34:49 | –     |

### Medaillenspiele

#### Spiel um Platz 3
| Datum      | Team 1     | Team 2    | Ergebnis | 1. HZ | 2. HZ | Verl. |
| ---------- | ---------- | --------- | -------- | ----- | ----- | ----- |
| 07.06.1998 | Australien | Brasilien | 72:67    | 33:45 | 39:22 | –     |

#### Finale
| Datum      | Team 1             | Team 2   | Ergebnis | 1. HZ | 2. HZ | Verl. |
| ---------- | ------------------ | -------- | -------- | ----- | ----- | ----- |
| 07.06.1998 | Vereinigte Staaten | Russland | 71:65    | 28:37 | 43:28 | –     |

## Endstand
Der offizielle Endstand zum Abschluss des Turniers:
| Rang   | Team               | Bilanz | WM-Teilnahme |
| ------ | ------------------ | ------ | ------------ |
| Gold   | Vereinigte Staaten | 9:0    | 12.          |
| Silber | Russland           | 7:2    | 1.           |
| Bronze | Australien         | 8:1    | 10.          |
| 4      | Brasilien          | 6:3    | 12.          |
| 5      | Spanien            | 5:4    | 2.           |
| 6      | Litauen            | 4:5    | 1.           |
| 7      | Kuba               | 5:4    | 8.           |
| 8      | Slowakei           | 3:6    | 2.           |
| 9      | Japan              | 4:4    | 9.           |
| 10     | Ungarn             | 2:6    | 5.           |
| 11     | Deutschland        | 3:5    | 1.           |
| 12     | China              | 2:6    | 5.           |
| 13     | Südkorea           | 2:3    | 10.          |
| 14     | Senegal            | 1:4    | 4.           |
| 15     | Argentinien        | 1:4    | 5.           |
| 16     | DR Kongo           | 0:5    | 3.           |

## Statistiken

### Punkte pro Spiel
| Rank | Name                    | Land               | Spiele | Punkte | Schnitt |
| ---- | ----------------------- | ------------------ | ------ | ------ | ------- |
| 1    | Janeth Arcain           | Brasilien          | 9      | 182    | 20,22   |
| 2    | Licet Castillo Iglesias | Kuba               | 9      | 163    | 18,11   |
| 3    | Mikiko Hagiwara         | Japan              | 8      | 140    | 17,50   |
| 4    | Heike Roth              | Deutschland        | 8      | 137    | 17,12   |
| 5    | Lisa Leslie             | Vereinigte Staaten | 9      | 154    | 17,11   |